# Cracking (chimica)
Il cracking (in italiano piroclàsi o piroscissione) in chimica è un processo attraverso il quale si ottengono idrocarburi paraffinici leggeri per rottura delle molecole di idrocarburi paraffinici pesanti. 
È pertanto un processo adottato per la produzione di idrocarburi leggeri, quali le benzine, a partire da greggi medio-pesanti e pesanti, aumentando la quantità di benzina ottenibile dal petrolio greggio.
La reazione di piroclasi si ottiene per via catalitica o termica (steam cracking) e il risultato della reazione dipende fortemente dalle condizioni in cui la reazione avviene e dalla presenza o meno di catalizzatori.

## Chimica del processo

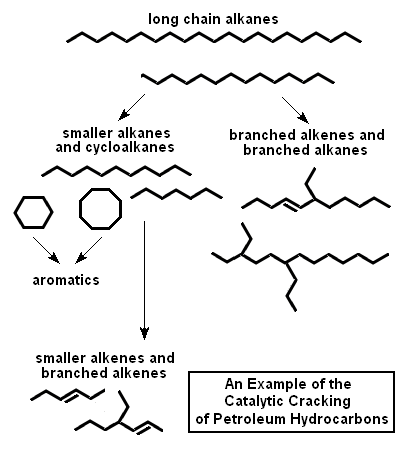
Rappresentazione schematica delle reazioni chimiche che si svolgono durante il processo di cracking

La rottura di grandi molecole in molecole più piccole può ottenersi per via termica o catalitica. Il metodo termico sfrutta un meccanismo basato su scissioni omolitiche, in cui i legami chimici si rompono in maniera simmetrica generando coppie di radicali; il metodo catalitico sfrutta l'acidità del catalizzatore —spesso solidi acidi, quali l'allumina e le zeoliti— che provocano scissioni eterolitiche dei legami chimici producendo carbocationi.
Sia i radicali che i carbocationi sono particelle instabili, che subiscono rapidi processi di riarrangiamento, trasposizione, scissione in posizione β e trasferimenti intra- e inter-molecolari di radicali o ioni idrogeno. Essendo i radicali e gli ioni particelle molto reattive, queste interagiscono con il substrato producendo altri radicali e altri carbocationi, innescando una reazione a catena che si autosostiene fino a quando non avviene una ricombinazione dei radicali o delle coppie ioniche.
Nella piroclasi catalitica, sui siti del catalizzatore tendono a depositarsi i carbocationi meno reattivi, producendo nel tempo dei depositi carbonacei che diminuiscono l'attività del catalizzatore stesso; questi depositi vengono rimossi —spesso tramite una combustione controllata— per ripristinare l'attività del catalizzatore.
Nella piroclasi termica, l'elevata temperatura innesca la formazione di radicali; il risultato è un generale disproporzionamento, in cui si formano prodotti leggeri ricchi di idrogeno a spese di molecole più pesanti che lo perdono. 
L'uso dei diagrammi di Francis può essere utile per comprendere gli aspetti termodinamici delle reazioni di priroclasi, permettendo di stabilire se a una determinata temperatura la trasformazione di un idrocarburo in un altro è favorita o meno. 
Le reazioni elementari che avvengono durante il cracking sono di tipo radicalico, e sono numerose. Si possono comunque identificare le seguenti tipologie di reazioni elementari:
- inizio: in cui una singola molecola si rompe a dare una coppia di radicali; solo una piccola parte del substrato subisce questa reazione, ma è fondamentale per avviare l'intero processo. Generalmente la rottura è di un legame carbonio-carbonio, piuttosto che di un legame carbonio-idrogeno

CH3CH3 → 2 CH3•
- estrazione di idrogeno: un radicale estrae un atomo di idrogeno da una molecola neutra, trasformandola in un radicale

CH3• + CH3CH3 → CH4 + CH3CH2•
- scissione del radicale: un radicale si decompone in due frammenti più leggeri, un alchene ed un altro radicale

CH3CH2• → CH2=CH2 + H•
- addizione di radicali: la reazione inversa alla precedente, in cui un radicale si somma ad un alchene per dare un radicale più grande; questa reazione è alla base del formarsi di composti aromatici quando vengono trattate miscele di idrocarburi pesanti

CH3CH2• + CH2=CH2 → CH3CH2CH2CH2•
- terminazione: avviene quando due radicali liberi reagiscono a dare molecole neutre, può essere una ricombinazione, in cui due radicali si combinano a dare un'unica molecola, o un disproporzionamento, quando un radicale trasferisce un atomo di idrogeno ad un altro ottenendo un alchene e un alcano

CH3• + CH3CH2• → CH3CH2CH3
CH3CH2• + CH3CH2• → CH2=CH2 + CH3CH3

## Applicazioni
Nelle raffinerie con la piroclasi vengono prodotti composti "leggeri" (ad esempio benzina e GPL) partendo dalle frazioni più pesanti e dai residui di distillazione del petrolio greggio. Il cracking catalitico a letto fluido produce in maggior resa GPL e benzina, mentre l'idrocracking (idroclasi) è sfruttato maggiormente per produrre i carburanti per gli aeromobili. Il cracking termico è invece usato sulle frazioni più pesanti per produrre frazioni leggere e composti organici utili all'industria chimica e carbon coke per l'industria dell'acciaio e dell'alluminio.

### Cracking catalitico a letto fluido

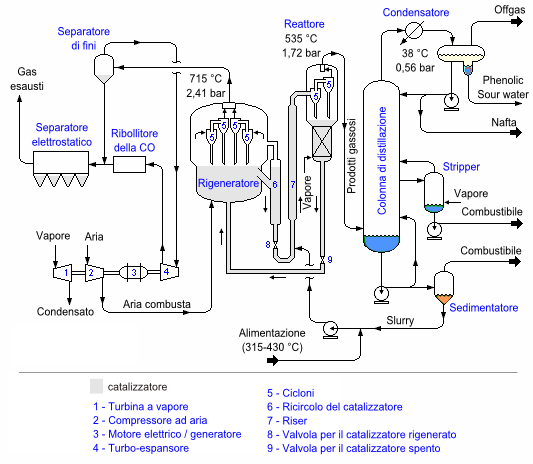
Schema di un processo FCC.

Il cracking catalitico a letto fluido o FCC (dall'inglese: Fluid Catalytic Cracking) è stato messo a punto per la prima volta nel 1942 ed impiega come catalizzatore dell'allumina in polvere, mantenuta sospesa all'interno del flusso di idrocarburi da trattare.
Oggi i catalizzatori sono a base di zeoliti e posti in una colonna mantenuta ad alta temperatura (665–760 °C); gli idrocarburi vengono spruzzati alla base della colonna, dove vengono vaporizzati e decomposti in idrocarburi leggeri; la miscela fluisce verso l'alto in pochi secondi, il catalizzatore viene rimosso e la miscela di idrocarburi procede ad una successiva distillazione da cui si isolano le frazioni commercialmente utili.
Durante la reazione il catalizzatore viene disattivato dal depositarsi su di esso di particelle di coke, che ne riducono notevolmente l'attività; il catalizzatore viene pertanto rigenerato dapprima con vapore acqueo e poi con aria (a volte arricchita di ossigeno) per bruciare i residui di coke rimasti nei pori, fornendo inoltre il calore necessario alla reazione di cracking, che è endotermica. Il catalizzatore rigenerato torna quindi in colonna per compiere un altro ciclo di reazioni.
La benzina prodotta per cracking catalitico ha un elevato numero di ottano, ma il tenore relativamente alto di olefine la rende chimicamente meno stabile; le olefine possono formare residui polimerici che vanno a depositarsi nei serbatoi e nelle parti del motore in cui fluisce il carburante.
Il GPL ottenuto per cracking catalitico è un'importante fonte di alcheni a 3 e 4 atomi di carbonio (propilene e buteni), utili intermedi nell'industria chimica.

### Hydrocracking
L'hydrocracking (HCC, in italiano idroclàsi o idroscissione) è una variante di cracking catalitico condotto, solitamente a pressioni e temperature medio-alte (dell'ordine dei 10 MPa e 300 °C) in presenza di idrogeno. I suoi prodotti sono principalmente miscele di idrocarburi saturi la cui composizione dipende dalle condizioni del processo (temperatura, pressione, attività catalitica) e va da miscele ricche di etano e GPL fino alle iso-paraffine. I migliori catalizzatori per l'idroclasi sono quelli che, oltre a rompere e a riarrangiare le catene di atomi di carbonio, sono anche in grado di facilitare l'addizione di idrogeno agli alcheni ed ai composti aromatici che si formano durante il processo. L'idroclasi fornisce principalmente carburanti per l'aviazione, benzine ad elevato numero di ottano e GPL, tutti a basso tenore di zolfo e di altri contaminanti. I processi più recenti (Prime-D, Prime-G e simili) sono adatti alla preparazione di gasolio a basso tenore di zolfo per uso nella trazione. Il sottoprodotto tipico dell'idroclasi è l'acido solfidrico H2S, che viene inviato all'ossidazione a zolfo negli impianti Claus.

### Steam cracking

Schema di processo di un impianto di steam cracking

È il principale metodo di produzione degli alcheni leggeri, tra cui l'etilene e il propilene. Si tratta di un processo di pirolisi.
La miscela da trattare viene diluita con vapore acqueo e quindi scaldata a temperature molto alte (oltre i 900 °C) e in totale assenza di agenti ossidanti (quali l'ossigeno) per pochi decimi di secondo, per essere poi raffreddata bruscamente.
La composizione della miscela ottenuta dipende dalla composizione della miscela in ingresso, dalla temperatura e dal tempo di lavorazione. Miscele leggere (GPL e nafte leggere) danno miscele ricche di olefine leggere, etilene, propilene e butadiene; miscele più pesanti danno un prodotto più ricco in idrocarburi aromatici. Più drastiche sono le condizioni di processo, più il prodotto è ricco di composti leggeri, quali etilene e benzene; condizioni meno drastiche portano a quantità maggiori di idrocarburi a 4 atomi di carbonio e composti liquidi.
Alla reazione si accompagna il deposito di particelle di carbon coke sulle pareti del reattore, rendendone necessaria la pulizia periodica - generalmente dopo qualche mese di funzionamento.